# Бродерік Томпсон (гірськолижник)
Бродерік Томпсон (19 квітня 1994 , Норт-Ванкувер, Британська Колумбія ) — канадський гірськолижник. Учасник зимових Олімпійських ігор 2018 та чемпіонату світу 2021. Брат фристайлістки Маріелль Томпсон. 

## Результати в Кубку світу
Усі результати наведено за даними Міжнародної федерації лижного спорту.

### Підсумкові місця в Кубку світу за роками
| Сезон | Вік | Загальний залік          | Слалом                   | Гігантський слалом       | Супергігант              | Швидкісний спуск         | Гірськолижна комбінація  |
| ----- | --- | ------------------------ | ------------------------ | ------------------------ | ------------------------ | ------------------------ | ------------------------ |
| 2015  | 20  | 151                      | —                        | —                        | —                        | —                        | 42                       |
| 2016  | 21  | 146                      | —                        | —                        | —                        | —                        | 42                       |
| 2017  | 22  | —                        | —                        | —                        | —                        | —                        | —                        |
| 2018  | 23  | 76                       | —                        | —                        | —                        | 45                       | 10                       |
| 2019  | 24  | Травмований, не змагався | Травмований, не змагався | Травмований, не змагався | Травмований, не змагався | Травмований, не змагався | Травмований, не змагався |
| 2020  | 25  | Травмований, не змагався | Травмований, не змагався | Травмований, не змагався | Травмований, не змагався | Травмований, не змагався | Травмований, не змагався |
| 2021  | 26  | 141                      | —                        | —                        | 51                       | —                        | —                        |
| 2022  | 27  | 28                       | —                        | —                        | 7                        | —                        | —                        |

Станом на 12 грудня 2021

### Потрапляння до першої двадцятки
| Сезон | Дата           | Місце проведення   | Дисципліна              | Місце |
| ----- | -------------- | ------------------ | ----------------------- | ----- |
| 2018  | 29 грудня 2017 | Борміо (Італія)    | Гірськолижна комбінація | 8-ме  |
| 2018  | 12 січня 2018  | Венґен (Швейцарія) | Гірськолижна комбінація | 17-те |
| 2022  | 2 грудня 2021  | Бівер Крік (США)   | Супергігант             | 3-тє  |
| 2022  | 3 грудня 2021  | Бівер Крік (США)   | Супергігант             | 20-те |

## Результати на чемпіонатах світу
Усі результати наведено за даними Міжнародної федерації лижного спорту.
| Рік  | Вік | Слалом | Гігантський слалом | Супергігант | Швидкісний спуск | Гірськолижна комбінація | Командні змагання |
| ---- | --- | ------ | ------------------ | ----------- | ---------------- | ----------------------- | ----------------- |
| 2021 | 26  | —      | —                  | НФ          | 29               | 11                      | —                 |

## Результати на Олімпійських іграх
Усі результати наведено за даними Міжнародної федерації лижного спорту.
| Рік  | Вік | Слалом | Гігантський слалом | Супергігант | Швидкісний спуск | Гірськолижна комбінація | Командні змагання |
| ---- | --- | ------ | ------------------ | ----------- | ---------------- | ----------------------- | ----------------- |
| 2018 | 23  | —      | —                  | 25          | 35               | 23                      | —                 |